# Symmigma minimum
Symmigma minimum là một loài nhện trong họ Linyphiidae.
Loài này thuộc chi Symmigma. Symmigma minimum được James Henry Emerton miêu tả năm 1923.